# Rhododendron microphyton
Rhododendron microphyton là một loài thực vật có hoa trong họ Thạch nam. Loài này được Franch. miêu tả khoa học đầu tiên năm 1886.